# Konvict Muzik
Konvict Muzik (pol. Muzyka skazanych) – wytwórnia założona przez piosenkarza R&B Akona. Wydaje jego płyty oraz takich artystów jak: Lady Gaga, T-Pain, Ray Lavender, Kardinal Offishall, Leona Lewis, Ya Boy, Qwes, Spida, Gypsy Stokes, Tariq L, Red Cafe, Sway DaSafo, American Yard, Rock City, Colby O'Donis, Brick&Lace, Dolla, Faze i GLOWB.
Na początku piosenek większości artystów wydanych przez Konvict Muzik słychać dźwięk więziennych cel, po którym następuje słowo "Konvict" wypowiadane przez Akona.